# Кашеляй
Кашеляй — река в России, протекает в Шацком районе Рязанской области. Левая составляющая реки Чечера. Длина реки составляет 17 км.

## Название
Название реки, предположительно, имеет финно-угорское происхождение. В переводе с мокшанского кяше означает «дёготь», каш — «тихо», кош — «шалаш». На карте 1862 года Кашеляй и Чечера обозначаются как река Польная Шача.

## География
Река Кашеляй берёт начало у деревни Мишутино. Высота истока — 157 м над уровнем моря. Течёт на юго-восток по открытой местности через населённые пункты Липяной Дюк, Андроновка, Казачий Дюк. Ниже деревни Студёновка сливается с Тарадеей и образует реку Чечеру. Устье реки находится в 7 км по левому берегу реки Чечеры. Высота устья — 116,0 м над уровнем моря.

## Данные водного реестра
По данным государственного водного реестра России относится к Окскому бассейновому округу, водохозяйственный участок реки — Цна от города Тамбов и до устья, речной подбассейн реки — Мокша. Речной бассейн реки — Ока.